# Хуан Тинцзянь
Хуа́н Тинцзя́нь (кит. трад. 黃庭堅, упр. 黄庭坚, пиньинь Huáng Tíngjiān, 1045 — 1105), известный также под псевдонимом Шангу даожэнь (кит. 山谷道人, пиньинь Shāngǔ Dàorén, буквально: «Даос из горной долины») — китайский каллиграф. Представитель цзянсийской поэтической школы. Преподаватель в государственном училище Гоцзыцзянь. Писал в стиле цаошу. Рукописи как правило в Письме сяокай и Письме син. Придерживался

## Критика
«…с появлением Ми Юаньчана (Ми Фу) и Хуан Лучжи достиг своего апогея дух кокетства и заигрывания, буйного чудачества и гнева. И хотя в этой Каллиграфии встречаются поистине прекрасные места, по существу дела она демонстрирует падение уровня социальной и частной жизни» - Чжу Си (XII век)

## Поэтические собрания
- «Шань-гу-нэй-цзи»
- «Шань-гу-вай-цзи»
- «Шань-гу-бе-цзи»